# Якинт Макриподарис
Якинт (Хиацинт) Макриподари(с) (на гръцки: Υάκινθος Μακρυποδάρης; на унгарски: Jácint Ferenc Makripodári; на латински: Hyacinthus Macripodarius; на молдовски: Giacinto Ischiota) е гръцки учен и римокатолически духовник, доминикански монах, прелат на Римокатолическата църква.

## Биография
Якинт Макриподарис е роден около 1610 година в гръцко римокатолическо семейство на Хиос, в Османската империя. През младостта си пътува и учи в чужбина. От 1632 до 1636 година учи в богословско учлище в Париж. След като завършва образованието си, се връща на Хиос, където става викарий и преподава в Доминиканския манастир.
Няколко години по-късно Макриподарис се установява в Цариград, където става викарий в Доминиканския манастир. Службите му на гръцки и на италиански имат голяма посещаемост. В 1645 година Макриподарис става изповедник на императорския пратеник в Цариград Александър фон Грайфенклау и връзката му с него му помага в бъдещата кариера.
След оттеглянето на Йероним Щрасер като дардански епископ в Скопие, император Фердинанд назначава на неговор място Макриподарис. Макриподарис се мести в Скопие, където служи като епископ от 29 юли 1645, но е потвърден от Светия престол на 11 октомври 1649 г.
В 1646 година се установява в Яш, столицата на Молдова. В 1658 година е назначен за чанадски епископ от император Леополд I. Макриподарис продължава да служи до 2 май 1668 година. След това се мести в Надсомбат, където е викарен епископ на естергомския архиепископ. Макриподарис умира на 30 юли 1672 година във Виена.